# Hyperiella antarctica
Hyperiella antarctica är en kräftdjursart som beskrevs av Carl Erik Alexander Bovallius 1887. Hyperiella antarctica ingår i släktet Hyperiella och familjen Hyperiidae. Inga underarter finns listade i Catalogue of Life.